# ميدالية اليوبيل "70 سنة من النصر في الحرب الوطنية العظمى 1941-1945"

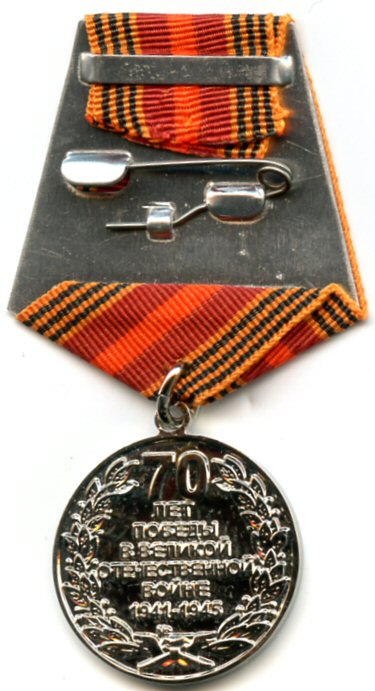
عكس وسام اليوبيل "70 عامًا من النصر في الحرب الوطنية العظمى 1941-1945"

وسام اليوبيل "70 عامًا من النصر في الحرب الوطنية العظمى 1941-1945" ( (بالروسية: Юбилейная медаль «70 лет Победы в Великой Отечественной войне 1941–1945 гг.»)‏ </link> ) هي وسام الدولة التذكاري للاتحاد الروسي . تم تأسيسها في 21 ديسمبر 2013 بموجب المرسوم الرئاسي رقم 931  للإشارة إلى الذكرى السبعين لانتصار عام 1945 على ألمانيا النازية . وتمت المصادقة على معايير منحها لاحقًا بموجب المرسوم الرئاسي رقم 175-ر بتاريخ 4 يونيو 2014. 

## قانون الميدالية
تُمنح وسام اليوبيل "70 عامًا من النصر في الحرب الوطنية العظمى 1941-1945" حاليًا للجنود والموظفين المدنيين في القوات المسلحة لاتحاد الجمهوريات الاشتراكية السوفياتية لمشاركتهم في الأعمال العدائية في الحرب الوطنية العظمى 1941-1945، والمتمردين وأعضاء المنظمات السرية العاملة في الأراضي المحتلة من اتحاد الجمهوريات الاشتراكية السوفياتية، الأشخاص الذين حصلوا على ميدالية "من أجل النصر على ألمانيا" أو "من أجل النصر على اليابان" ، الأشخاص الذين حصلوا على ميدالية "للعمل الشجاع في الحرب الوطنية العظمى 1941-1945" لعملهم المتفاني. " أو "للحصول على استحقاق العمل" أو أي من ميداليات "الدفاع" لمدن أو مناطق اتحاد الجمهوريات الاشتراكية السوفياتية؛ للأشخاص الذين عملوا في الفترة من 22 يونيو 1941 إلى 9 مايو 1945 لمدة لا تقل عن ستة أشهر، باستثناء فترة العمل في الأراضي المحتلة مؤقتًا؛ السجناء القاصرين السابقين في معسكرات الاعتقال والأحياء اليهودية وأماكن الاحتجاز الأخرى التي أنشأها النازيون وحلفاؤهم؛ الرعايا الأجانب من خارج كومنولث الدول المستقلة الذين قاتلوا في القوات العسكرية الوطنية في اتحاد الجمهوريات الاشتراكية السوفياتية، كجزء من وحدات حرب العصابات والجماعات السرية وغيرها من الجماعات المناهضة للفاشية الذين ساهموا بشكل كبير في النصر في الحرب الوطنية والذين تم تكريمهم جوائز الدولة لاتحاد الجمهوريات الاشتراكية السوفياتية أو الاتحاد الروسي. 

## وصف الميدالية
وسام اليوبيل "70 عامًا من النصر في الحرب الوطنية العظمى 1941-1945" وهي عبارة عن ميدالية دائرية فضية يبلغ قطرها 32 ملم. ويحمل وجهها الصورة البارزة لوسام الحرب الوطنية ، بين الشعاعين السفليين للنجمة، الأرقام "1945-2015". وعلى الجانب الآخر، يوجد نقش بارز مكون من سبعة أسطر "70 عامًا من النصر في الحرب الوطنية العظمى 1941-1945." ( (بالروسية: "70 лет Победы в Великой Отечественной войне 1941–1945")‏ </link> ). 
يتم تعليق الميدالية بحلقة من خلال حلقة التعليق الخاصة بالجائزة إلى حامل خماسي روسي قياسي مغطى بشريط حريري متداخل بعرض 24 مم من وسام الحرب الوطنية يحده شريط سانت جورج بعرض 6 مم. 

## المتلقين الأجانب
حصل الأفراد التالية أسماؤهم على وسام اليوبيل "70 عامًا من النصر في الحرب الوطنية العظمى 1941-1945":
- حصل William D. Hahn (البحرية الأمريكية) على وسام اليوبيل لخدمته في الحرب العالمية الثانية على متن USS Alabama [5] لدعم قوافل القطب الشمالي. أثناء خدمته على متن يو إس إس ألاباما (BB-60) ، كان هان عضوًا في قسم المدفعية، الفرقة العاشرة. [6]
- المقاتلون الكوريون الشماليون: ري أول سول ، وكيم تشول مان ، وهوانغ سون هوي ، وكيم أوك سون ، وباك كيونغ سوك ، وري يونغ سوك ، وري جونغ إن ؛ في 6 مايو 2015. [7]
- الزعيم الكوري الشمالي كيم جونغ أون . [8]

## أنظر أيضا
- الجوائز والأوسمة من الاتحاد الروسي
- الجوائز والأوسمة من الاتحاد السوفياتي

1. 1 2  "Decree of the President of the Russian Federation of December 21, 2013 No 931" (بالروسية). Russian Gazette. Archived from the original on 2016-04-03. Retrieved 2015-06-02."Decree of the President of the Russian Federation of December 21, 2013 No 931" (in Russian). Russian Gazette. Retrieved 2015-06-02.
2. ↑  "Decree of the President of the Russian Federation of June 4, 2014 No 175-rp" (بالروسية). Russian Gazette. Archived from the original on 2016-04-03. Retrieved 2015-06-02."Decree of the President of the Russian Federation of June 4, 2014 No 175-rp" (in Russian). Russian Gazette. Retrieved 2015-06-02.
3. ↑  "Decree of the President of the Russian Federation of June 4, 2014 No 175-rp" (بالروسية). Russian Gazette. Archived from the original on 2016-04-03. Retrieved 2015-06-02.
4. ↑  "Decree of the President of the Russian Federation of December 21, 2013 No 931" (بالروسية). Russian Gazette. Archived from the original on 2016-04-03. Retrieved 2015-06-02.
5. ↑  "USS Alabama (BB 60)". www.navysite.de. مؤرشف من الأصل في 2023-12-04. اطلع عليه بتاريخ 2015-07-31.
6. ↑  "USS Alabama (BB 60) World War II Cruise Book 1942–44". www.navysite.de. مؤرشف من الأصل في 2023-10-05. اطلع عليه بتاريخ 2015-07-31.
7. ↑  "Russian Commemorative Medal Awarded to Anti-Japanese Revolutionary Fighters of DPRK". KCNA. 6 مايو 2015. مؤرشف من الأصل في 2019-11-24.
8. ↑  "A Commemorative Medal for the 70th Anniversary of the Victorious Great Patriotic War". Korea Today. ج. 710 رقم  8. 2015. ISSN:0454-4072.

## روابط خارجية
- لجنة جوائز الدولة لرئيس الاتحاد الروسي
- الجريدة الروسية باللغة الروسية

قالب:Russian Awardsقالب:Medals of the Commonwealth of Independent States